# Linia 5 de tramvai din București
Tramvaiul 5 din București este o linie de tramvai a STB care e suspendată temporar. Linia 5 circula pe traseul Bulevardul Aerogării - Strada Alexandru Șerbănescu - Strada Barbu Văcărescu - Strada Tunari - Strada Alecu Russo - Bulevardul Dacia - Strada Vasile Lascăr - Strada Armand Călinsecu - Strada Paleologu - Calea Moșilor.
În perioada 2022-2023 au fost realizate lucrările necesare pentru extinderea liniei 5 până la stația terminus Aeroport Băneasa. Traseul va fi reabilitat din 2024 până în 2025 și poate va fi prelungit pe acest segment în viitorul apropiat.

## Traseu și stații

### Schema traseului
|  |   |   |   | Nume Stație             | Artera                      | Corespondențe |
|  | - | - | - | ----------------------- | --------------------------- | ------------- |
|  | ↓ | O | ↑ | Piața Sfântul Gheorghe  | Strada Cavafii Vechi        | 21            |
|  |   | o |   | Hristo Botev            | Calea Moșilor               | 16, 21        |
|  |   | o |   | Bulevardul Carol I      | Strada Doctor Paleologu     | 16            |
|  |   | o |   | Batiștei                | Strada Armand Călinescu     | 16            |
|  |   | o |   | Maria Rosetti           | Strada Vasile Lascăr        | 16            |
|  |   | o |   | Piața Gemeni            | Strada Vasile Lascăr        | 16            |
|  |   | o |   | Teatrul Metropolis      | Strada Alecu Russo          | 135↑          |
|  |   | o |   | Șoseaua Ștefan cel Mare | Strada Tunari               |               |
|  |   | o |   | Bd. Lacul Tei           | Strada Barbu Văcărescu      |               |
|  |   | o |   | Rossini                 | Strada Barbu Văcărescu      |               |
|  |   | o |   | Ceaicovski              | Strada Barbu Văcărescu      |               |
|  |   | o |   | Giuseppe Verdi          | Strada Barbu Văcărescu      |               |
|  |   | o |   | Muzeul Aviației         | Strada Barbu Văcărescu      |               |
|  |   | o |   | Șos. Pipera             | Strada Alexandru Șerbănescu |               |
|  |   | o |   | Măguricea               | Strada Alexandru Șerbănescu |               |
|  |   | o |   | Pasaj Băneasa           | Strada Alexandru Șerbănescu |               |
|  |   | o |   | Apicola                 | Bulevatdul Aerogării        |               |
|  |   | o |   | Piața Băneasa           | Bulevardul Aerogării        |               |
|  | ↓ | O | ↑ | Aeroport Băneasa        | Strada Grațioasă            |               |

1. ↑  Vulpe, Liviu (12 aprilie 2024). „De duminică, linia 605 – prelungită la „Piața Sfânta Vineri", iar linia 5 – suspendată. Linia 16 va funcționa doar în zilele lucrătoare și pentru weekend va fi înființată linia 17” (în engleză). TPBI. Accesat în 14 aprilie 2024.